# Jeux nationaux (Suisse)
Les jeux nationaux ou la gymnastique aux jeux nationaux (en allemand, Nationalturnen) sont une forme traditionnelle d'épreuves sportives combinées pratiquée en Suisse, apparentée au décathlon.

## Description
Les jeux nationaux ou la gymnastique aux jeux nationaux sont une épreuve sportive combinée de huit disciplines, traditionnellement scindée en deux parties : d'abord, six épreuves dites d'avant-lutte, à savoir l'exercice de gymnastique au sol (libre ou imposé), la course (100 mètres), le saut en longueur, le saut combiné (sauter avec barre placée en hauteur), le lever de pierre et le lancer de pierre ; puis, deux combats dans deux épreuves de lutte, à savoir la lutte et la lutte suisse,.
Le nombre d'épreuves dépend de l'âge et du poids des participants.
Les plus anciennes compétitions remontent au xvie siècle.

## Tournois
L'organisation des tournois ou fêtes est placée sous la responsabilité de l’Association fédérale des gymnastes aux jeux nationaux (en allemand, Eidgenössischer Nationalturnverband), créée en 1933 et rattachée à la Fédération suisse de gymnastique.
La Fête fédérale de gymnastique aux jeux nationaux (en allemand, Eidgenössische Nationalturntage), qui a lieu tous les six ans, depuis 1937, est le rendez-vous le plus important des athlètes de la discipline.
| Édition | Lieu                     | Vainqueur           | Domicile            |
| ------- | ------------------------ | ------------------- | ------------------- |
| 2023    | Wigoltingen (TG)         | Samuel Giger        | Märstetten (TG)     |
| 2017    | Eschenbach (LU)          | Andi Imhof          | Bürglen (UR)        |
| 2011    | Bürglen (UR)             | Martin Suppiger     | Willisau (LU)       |
| 2005    | Aristau (AG)             | Christian Dick      | Ammerswil (AG)      |
| 1999    | Wangen (SZ)              | Steve Anderhub      | Eschenbach (LU)     |
| 1993    | Wimmis (BE)              | Urs Schöni          | Koppigen (BE)       |
| 1990    | Châtel-Saint-Denis (FR)  | Daniel Bachmann     | Niederweningen (ZH) |
| 1988    | Bonaduz (GR)             | Hans Lüthi          | Landquart (GR)      |
| 1986    | Münchwilen (TG)          | Hans Lüthi          | Landquart (GR)      |
| 1983    | Willisau (LU)            | Fritz Riedberger    | Malans (GR)         |
| 1980    | Gampel (VS)              | Arnold Ehrensberger | Winterthour (ZH)    |
| 1976    | Unterentfelden (AG)      | Arnold Ehrensberger | Winterthour (ZH)    |
| 1973    | Emmenbrücke (LU)         | Arnold Ehrensberger | Winterthour (ZH)    |
| 1969    | Siebnen (SZ)             | Peter Jutzeler      | Näfels (GL)         |
| 1965    | Granges (SO)             | Peter Jutzeler      | Näfels (GL)         |
| 1961    | Balgach (SG)             | Ruedi Kobelt        | Marbach (SG)        |
| 1957    | Langnau im Emmental (BE) | Eugen Holzherr      | Bâle                |
| 1953    | Wangen bei Olten (SO)    | Eugen Holzherr      | Bâle                |
| 1949    | Fribourg                 | Walter Flaach       | Pfungen (ZH)        |
| 1945    | Soleure                  | Fritz Stöckli       | Zurich              |
| 1942    | Olten (BE)               | Fritz Stöckli       | Zurich              |
| 1937    | Neuchâtel                | Willy Lardon        | Court (BE)          |